# Fenyő Ervin
Fenyő Ervin (Budapest, 1948. október 23. –) magyar színész, író, tanár, Széchenyi-kutató, történettudományt és irodalomtudományt érintő tanulmányok írója.

## Életpálya
1971-ben végzett a Színház- és Filmművészeti Főiskola színész tanszakán, Ádám Ottó tanítványaként; 1980-ban az ELTE Bölcsészettudományi Kar (ELTE BTK) magyar nyelv- és irodalom szakán; 2006-ban DLA tudományos fokozatot a budapesti Színház- és Filmművészeti Egyetemen kapott. 1971 és 1982 között színészként dolgozott. Először a Veszprémi Petőfi Színház, majd 1972-től a Szegedi Nemzeti Színház tagja volt. 1974-től a szolnoki Szigligeti Színház, 1977-től a Radnóti Színpadon játszott.
1982-től szabadfoglalkozású színművész. 1989-től 2002-ig a budapesti Karinthy Frigyes Gimnázium magyar irodalom tanára volt, tanított a különböző Waldorf Tanárképző Intézetekben. 2004-től egy évig a József Attila Gimnáziumban tanított. 2006-2007-ben a Codelia Alapítvány alkalmazásában magyar nyelvet tanított traumatizált menekülteknek. Jelenleg szabadfoglalkozású értelmiségi, Széchenyi-kutató, történettudományt és irodalomtudományt érintő tanulmányok írója. Mesesorozat szerkesztője a Holnap Kiadónál.

## Fontosabb színházi szerepei
- William Shakespeare: Othello...Jago
- William Shakespeare: A makrancos hölgy...Grumio; Biondello
- Csokonai Vitéz Mihály: Özvegy Karnyóné...Samuka
- Charles De Coster: Thyl Ulenspiegel...Josse, a halász
- Szophoklész: A takhiszi nők...Hyllosz
- Mihail Afanaszjevics Bulgakov: Álszentek összeesküvése...bolond
- Peter Weiss: Marat/Sade...Marat
- Szigligeti Ede: Liliomfi...Gyuri pincér
- Nyikolaj Vasziljevics Gogol: A revizor...Bobcsinszkij
- Mese a tébolyról és az ép észről...szereplő (Spinoza Színház)

## Filmek, tv
- Szerelmesfilm (1970)
- A medikus(1974)
- Segesvár (1976)
- Shakespeare: Athéni Timon (1978)
- Tíz év múlva (1979)
- Boldogtalan kalap (1981)
- Kiválasztottak (1981)
- Hatásvadászok (1983)
- Boszorkányszombat (1984)
- Vásár (1985)
- Valaki figyel (1985)
- Képvadászok (1986)
- Az új földesúr (1989)
- Itt a földön is (1994)

## Önálló estek
- Milyen jó lenne nem ütni vissza (József Attila-est)
- Esti kérdés (Esti versek)
- Babits-est
- Ady-est
- Utak és kapuk (előadóest Gyabronka Józseffel)
- Rádióban versműsorok

## Könyvei
- Gróf Széchenyi István intelmei Béla fiához; sajtó alá rend. – Magvető Könyvkiadó, 1985; Szent István Társulat, 2005
- Diszharmónia és vakság. Széchenyi István utolsó félévének dokumentumai – Helikon Kiadó, 1988; Magyar Könyvklub, 2001
- Nyíri Tamás – Fenyő Ervin: Magyarság és Európa / Mai Széchenyi – Intart Társaság, 1989
- összeáll. Fenyő Ervin – Steinert Ágota: Széchenyi István – Helikon Kft. (Budapest), 1991
- Széchenyi István: Buda-pesti por és sár – Balassi Kiadó, 1995
- Széchenyi István és felesége levelezése. I. kötet – Balassi Kiadó, 2001
- Varázslatos mesék – mesesorozat. Holnap Kiadó, 2005-2008 között
- Széchenyi bűvkörében. Csorba László, Eperjes Károly, Szigethy Gábor, Fenyő Ervin, Körmendy Kinga, Koller Sándor, Horváth Sándor, Kocsis Sándor vallomásai; szerk. Szabó Attila; Simon Péter, Nagycenk, 2010 (Nagycenki füzetek)